# Marc Detton
Marc Pierre Detton, francoski veslač, * 20. februar 1901, † 24. januar 1977.
Detton je za Francijo nastopil na Poletnih olimpijskih igrah 1924 v Parizu. V dvojnem dvojcu je z veslaškim partnerjem Jean-Pierrom Stockom osvojil srebrno medaljo. Nastopil je tudi v enojcu, kjer pa je bil izločen v repasažu. 